# 头九节属
头九节属（学名：Cephaelis）是茜草科下的一个属，为灌木或亚灌木植物，罕为多年生草本。该属共有约60种，分布于热带地区。
现并入九节属 （Psychotria L.）。